# Pierre-Louis Binet de Marcognet
Pierre-Louis Binet de Marcognet (Croix-Chapeau, 14 novembre 1765 – Parigi, 19 dicembre 1854) è stato un generale francese. Fu attivo principalmente durante le guerre rivoluzionarie francesi e le guerre napoleoniche. Ritiratosi durante la restaurazione borbonica, riprese brevemente servizio dal 1831 al 1832, prima di abbandonare la carriera militare definitivamente.

## Biografia

### Dai primi anni alla Rivoluzione
Marcognet nacque il 14 novembre 1765 a Croix-Chapeau nella provincia di Saintonge attualmente corrispondente al dipartimento di Charente-Maritime. Apparteneva ad una famiglia di nobili origini: suo padre, Louis-Nicolas era conte di Marcognet mentre uno dei suoi antentati era il marchese di Montblin, governatore di La Rochelle, Saintonge e Aunis.
Marcognet entrò nell'esercito come cadetto il 13 marzo 1781 nel reggimento di fanteria Bourbonnais, diventanto sottotenente nel luglio dello stesso anno. Partecipò alla guerra di indipendenza americana tra il 1781 ed il 1783, servendo sotto il generale Rochambeau. Promosso tenente nel 1787 e capitano nel 1792, venne assegnato all'Armata del Reno allo scoppio della guerra della Prima Coalizione. Ferito alla coscia destra il 14 settembre 1793 in alcune scaramucce antecedenti la prima battaglia di Wissembourg, fece ritorno al fronte due mesi più tardi, distinguendosi per alcune azioni vicino a Saverne. Fu nuovemente ferito a Wissembourg.
Nel dicembre 1793 venne congedato dall'esercito: i suoi nobili natali rappresentavano un problema e gli stretti legami della sua famiglia con la casa reale lo rendevano particolarmente sospetto. In effetti, due dei suoi fratelli morirono combattendo in Vandea a fianco delle rivoltosi lealisti ed un terzo venne fucilato per aver portato un messaggio al principe di Condè. Comunque, terminato il regime del Terrore, nel luglio 1795 venne riammesso nell'esercito ed i suoi gradi furono ripristinati. Trasferito il 24 agosto nella 10ª semibrigata, combatté sotto il comando del generale Moreau a Ettlingen, Neresheim, Biberach e nell'assedio di Kehl. Il giorno dopo lo scontro di Ettlingen, venne promosso capo di battaglione. In seguito, Pichegru lo assegnò ad un battaglione della 95ª semibrigata.

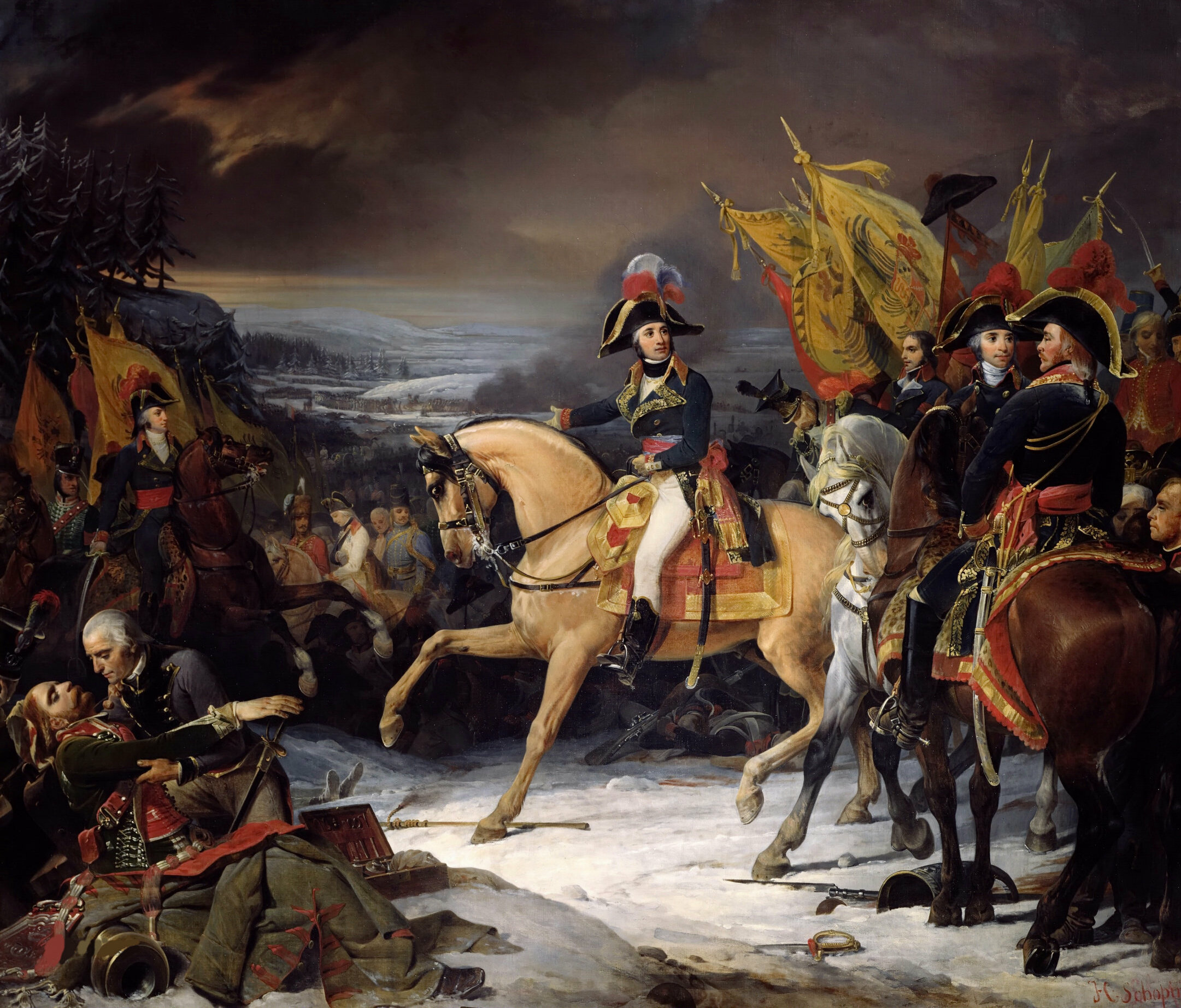
La battaglia di Hohenlinden di Henri Frédéric Schopin

Ricevette la promozione a aiutante generale nella 108ª brigata di fanteria di linea il 18 giugno 1800. In seguito partecipò alla battaglia di Hohenlinden nella divisione del generale Grouchy: la sua brigata, posizionata sul margine di una foresta, tenne occupate per diverse ore le forze di fanteria austriache del generale Kollowrat, pur essendo in inferiorità numerica di rapporto due a uno. Aggirati sul fianco destro, i suoi uomini vennero attaccati da un battaglione di granatieri, causando una rapida rotta: Marcognet venne ferito e catturato. Le sue qualità non passarono inosservate, tanto che i generali Grenier e de Tilly ne riconobbero il valore. Nel 1803 fu promosso a generale di brigata.

### Dal 1804 al 1812
Marcognet divenne menbro della Legion d'Onore il 10 dicembre 1804, ricevendone la Croce il 14 giugno 1805 da parte dell'imperatore Bonaparte. Sempre nel 1805, prese parte alla guerra della Terza coalizione, venendo assegnato al corpo del maresciallo Ney, nella divisione Mahler: partecipò attivamente alla battaglia di Günzburg il 9 ottobre, catturando il generale d'Aspre, e agli scontri di Scharnitz il 4 novembre mentre rimase in riserva durante la battaglia di Elchingen il 14 ottobre.

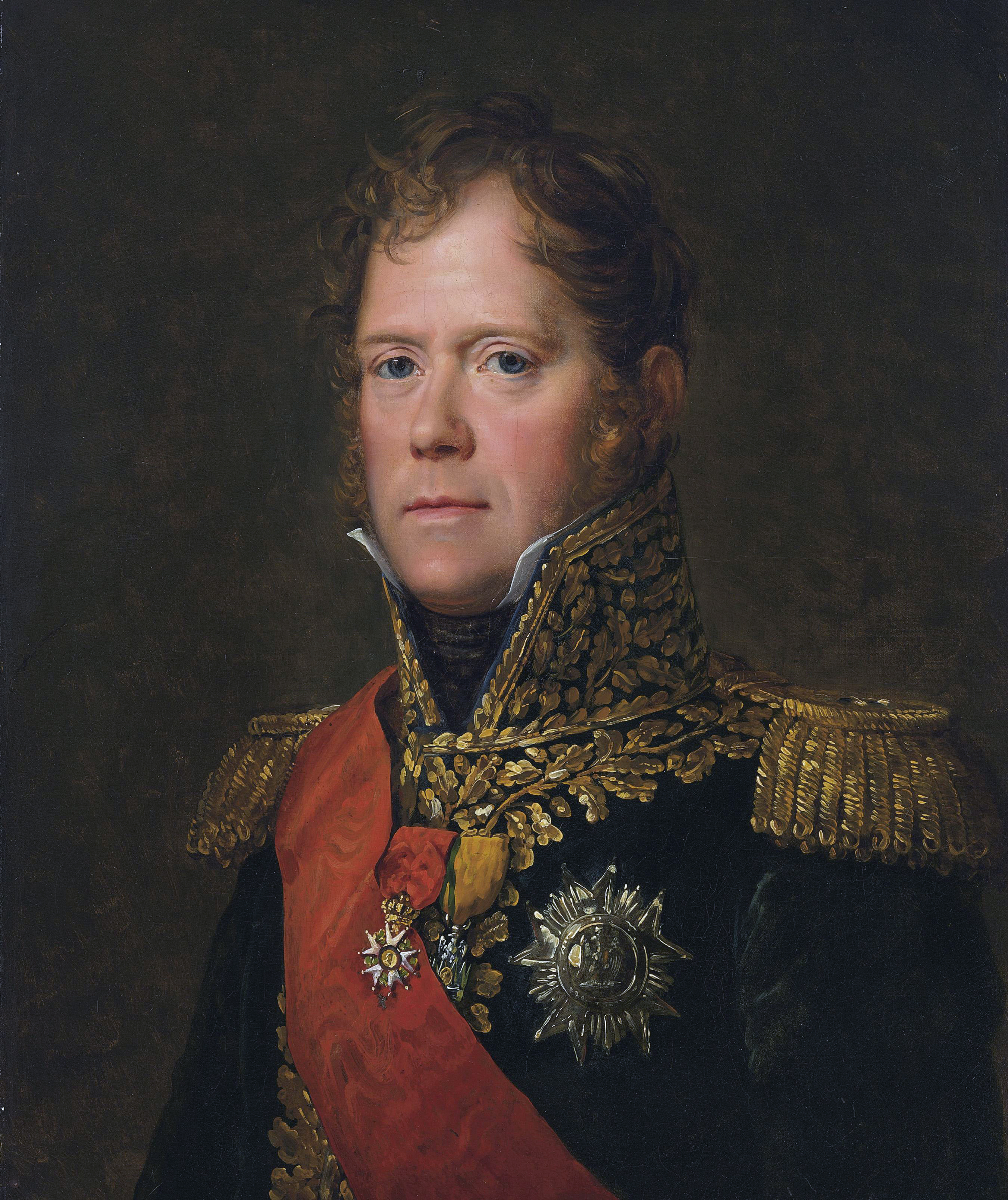
Il maresciallo Michel Ney

Sempre nel corpo del maresciallo Ney, stavolta nella divisione Gardanne, prese parte anche alla guerra della Quarta coalizione: condusse le sue truppe alla battaglia di Jena il 14 giugno 1806 e all'assedio di Magdeburgo dal 22 ottobre all'11 novembre.  Giunse ad Eylau alle 19:15 assieme al resto del corpo di Ney, quando la battaglia era ormai in procinto di cessare. A giugno prese parte alle battaglie di Guttstadt-Deppen, compiendo una brillante azione di retroguardia contro i russi, e di Friedland, in entrambi i casi nella divisione di Bisson.
Nel 1808 Napoleone concesse a Marcognet il titolo di Barone dell'Impero. Nel 1809, per la terza volta assegnato al corpo del maresciallo Ney, prese parte all'invasione della spagna, combattendo nella parte nord-occidentale della penisola iberica. Dopo aver tentato senza successo di reprimere l'insurrezione in Galizia, Ney abbandonò la provincia nel giugno. Sotto la guida di Marchand, subentrato a Ney nell'autunno dello stesso anno, partecipò alla disastrosa battaglia di Tamames, dove i francesi vennero sonoramente sconfitti dalla fanteria spagnola. superndo numerose perdite.
Sotto il comando generale di François Étienne Kellermann, il VI Corpo e una divisione di dragoni si vendicarono della precedente sconfitta, umiliando gli spagnoli nella battaglia di Alba de Tormes il 26 novembre. Durante gli assedi di Ciudad Rodrigo e assedio di Almeida nel 1810, Marcognet guidò una brigata nella divisione di Marchand.

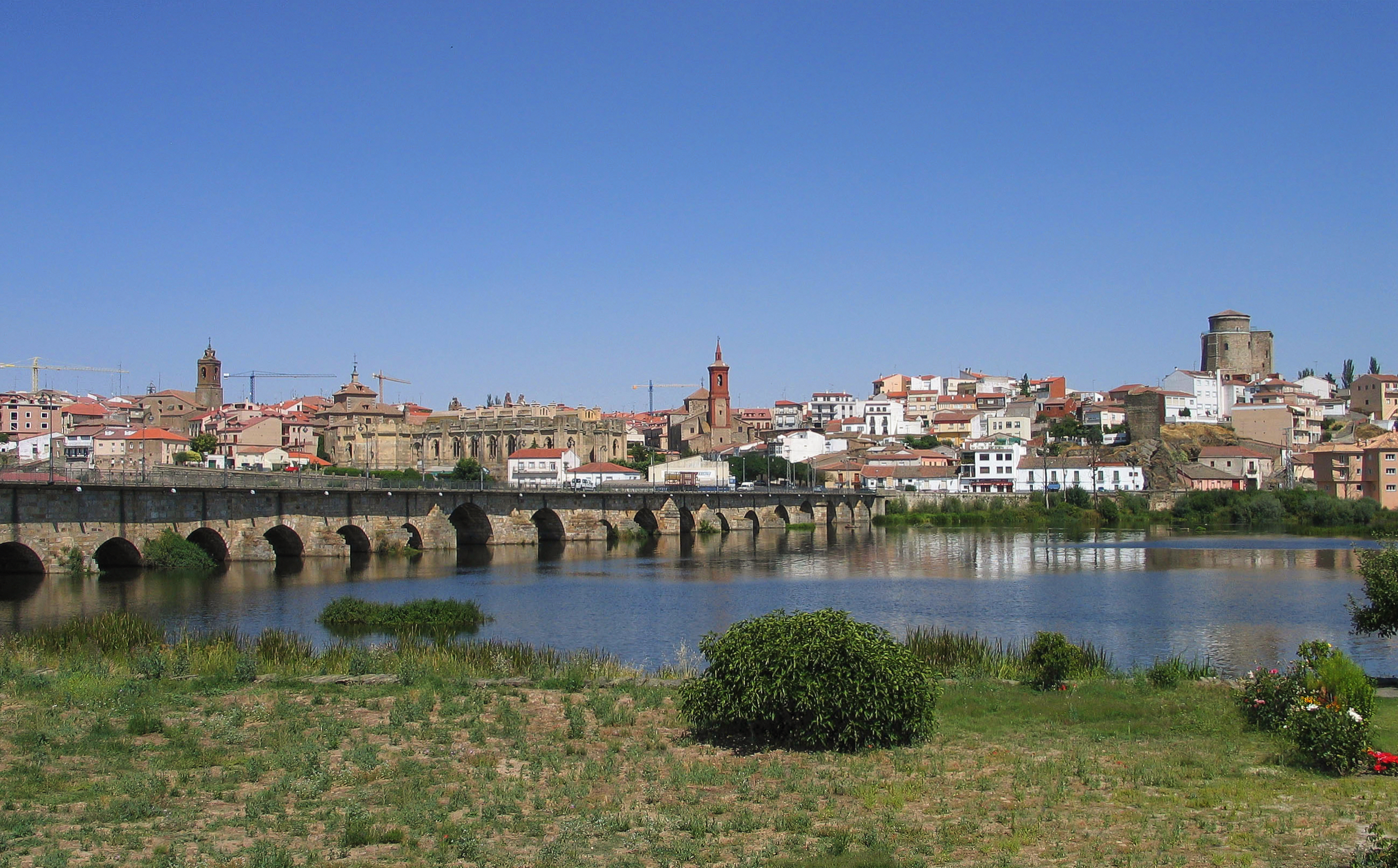
Ponte di Alba de Tormes

Al comando di circa 3500 uomini, Marcognet partecipò alla spedizione di Massena in Portogallo: dopo aver partecipato alla sconfitta del Buçaco, la brigata di Marcognet fu inizialmente distaccata durante la ritirata verso la Spagna per assistere la cavalleria di Montbrun e, una volta riunitasi alla divisiona Marchand, fu impiegata in diverse azioni di retroguardia a Redinha, Casal Novo e Foz de Arunce tra il 12 ed il 15 marzo con alterne fortune. La sua brigata partecipò anche alla battaglia di Fuentes de Oñoro, senza riuscire ad assicurarsi una vittoria.
Il 6 agosto 1811 venne promosso a generale di divisione e l'anno seguente fu affidato lui il comando della 14ª divisione a Caen.

### La caduta dell'Impero
Dopo la disastrosa campagna di Napoleone in Russia nel 1812, numerosi reparti impegnati in Spagna vennero richiamati per combatterre su altri fronti, specialmente quello italiano, dove un nuovo esercito, comandato dal viceré d'Italia Eugenio di Beauharnais, si stava formando. Marcognet, arrivato a Milano, fu posto al comando di una delle divisioni del secondo corpo, sotto la supervisione del generale Verdier.

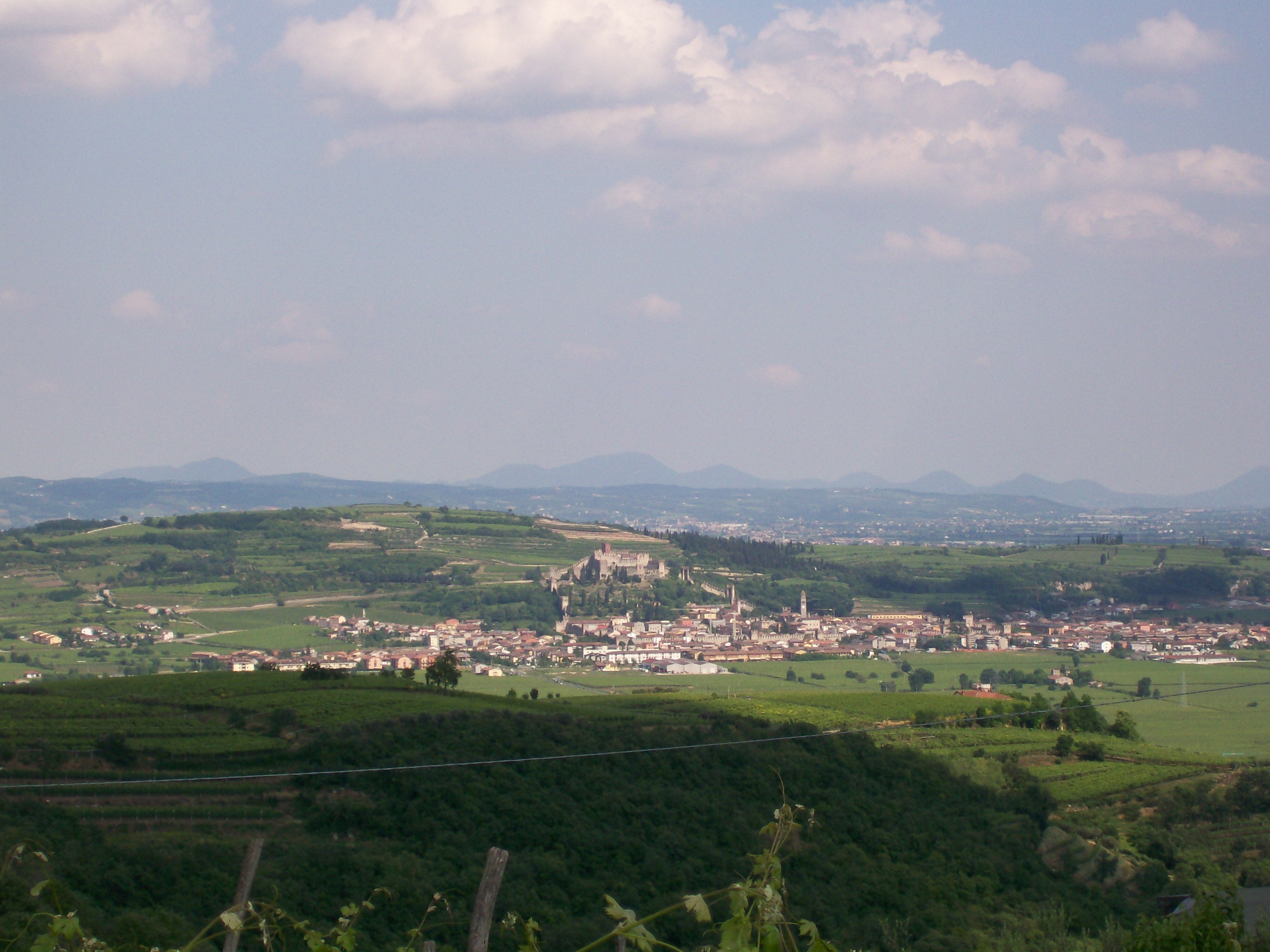
Panorama della zona collinare interessata dagli scontri di Caldiero e San Michele

Dopo una fase iniziale positiva, passata a combattere gli austriaci in Carinzia, in Slovenia ed in Istria, la soverchiante superiorità numerica delle forze asburgiche ed il pericolo di accerchiamento dovuto alla defezione dei bavaresi, portò i franco-italiani ad una lunga ritirata verso l'Adige, ultimata i primi giorni di novembre. Giunto sul fiume, Eugenio riorganizzò il proprio esercito, spostando Marcognet sotto la supervisione del generale Grenier e a comando delle brigate Jeannin e Deconchy.
Nelle due grandi battaglie sul fronte italiano del mese di novembre, le sue forze furono protagoniste: a Caldiero, la divisione di Marcognet guidò l'attacco contro le truppe di Vécsey e di Eckhardt, portando alla vittoria francese, mentre quattro giorni dopo i suoi uomini resistettero valorosamente all'avanzata austriaca, riuscendo a difendere la postazione di San Michele dalle più numerose forze austriache, pur concedendo loro la cittadina di San Martino Buon Albergo. Più tardi, all'inizio di dicembre la sua divisione venne spostate per occuparsi della zona del basso Adige, dove ebbe uno scontro contro le forze del generale Starhemberg l'8 dicembre 1813 a Boara Pisani.

Due mesi più tardi, in seguito al ripiegamento francese sul Mincio, le forze di Marcognet furono impiegate nella celebre battaglia che vide contrapposti franco-italiani ed austriaci sulle sponde del fiume: nonostante un vantaggio perdurato per gran parte della giornata, Eugenio fallì nel convertire il combattimento in una vittoria. Nella notte del 9 febbraio, un nuovo attraversamento fu tentato dagli austriaci, ma le forze di Marcognet e Fressinet riuscirono a vanificare gli sforzi austriaci. L'ultimo scontro contro le truppe di Bellegarde avvenne il 10 marzo dei pressi di Goito. Dopodiché, a seguito di un lungo periodo di inerzia, la campagna ebbe fine il 17 aprile 1814, grazie agli accordi della Convenzione di Schiarino-Rizzino.

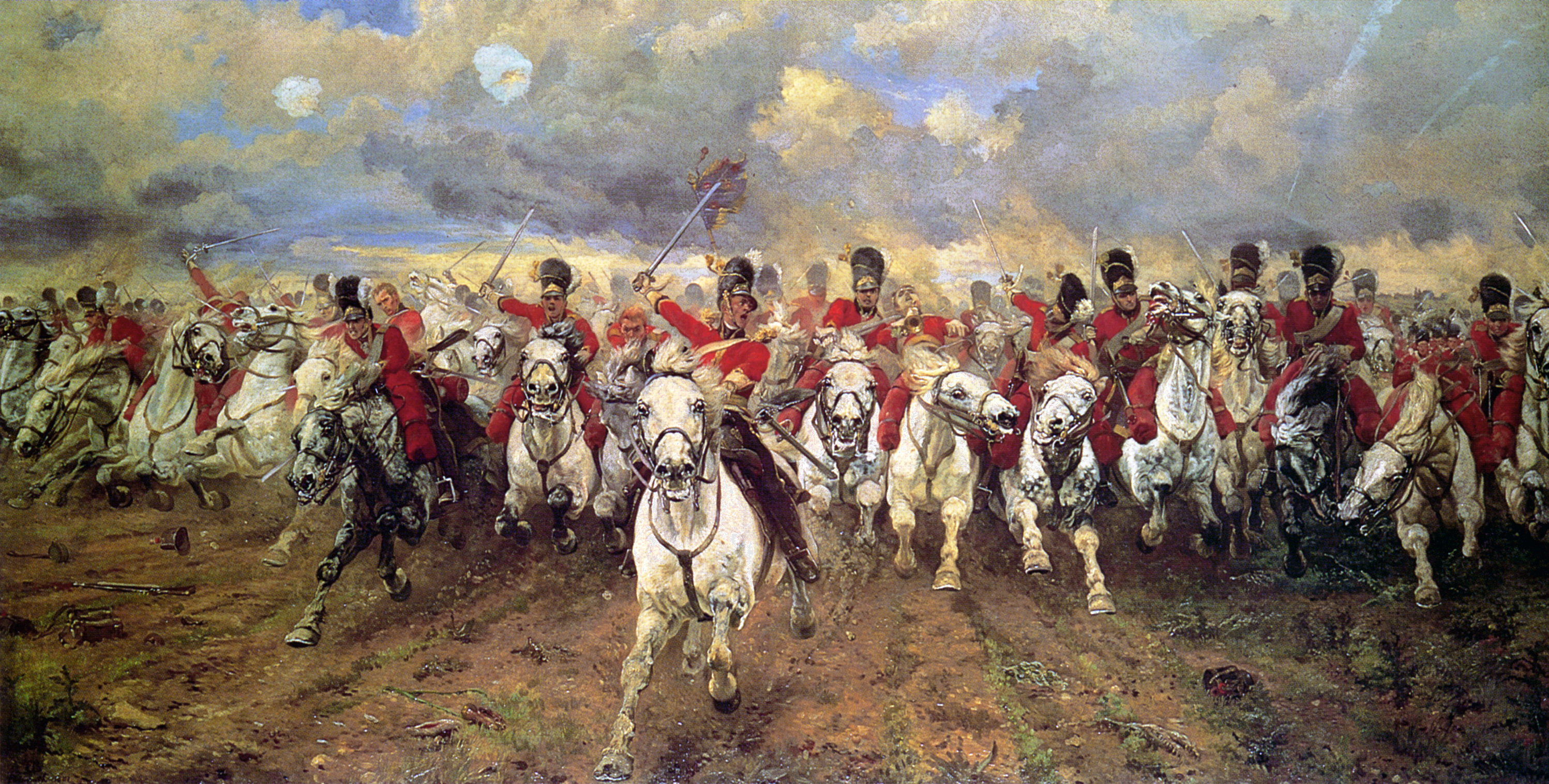
Scozia per sempre! di Lady Elizabeth Butler. A Waterloo, gli Scots Greys sbaragliarono la divisione di Marcognet

Marcognet tornò in Francia, dove si riconcigliò con la famiglia Borbone e servì nell'esercito reale. Durante la sua campagna in Italia e il suo servizio presso la restaurata monarchia francese, Marcognet fu insignito dell'Ordine della Corona ferrea, dell'Ordine di San Luigi ed ottenne la Croce di Grand'Ufficiale della Legion d'Onore.
Al ritorno di Bonaparte dall'Elba, Marcogent decise di seguire la causa dell'imperatore e prese parte alla campagna dei Cento Giorni, combattendo anche a Waterloo, dove la divisione al suo comando fu protagonista di un epico, lungo e sanguinoso scontro con le forze di fanteria scozzesi: attaccati dagli Highlanders, i francesi riuscirono a respingerli e a uccidere il loro comandante, Thomas Picton, ma vennero poi travolti dalla cavalleria deli Scots Grey, che mandò in rotta i francesi e consegnò nelle mani britanniche quasi 3000 prigionieri.

### Ultimi anni
Marcognet fu congedato dall'esercito il 9 settembre 1815 e non ricoprì più alcun impiego per 15 anni. Dopo la Rivoluzione di luglio del 1830, il nuovo governo lo ammise nella riserva dell'esercito il 7 febbraio 1831. Il suo ritiro definitivo avvenne il 1° maggio 1832. Morì a Parigi il 19 dicembre 1854 e fu sepolto nel cimitero di Père Lachaise insieme alla moglie Julie Catherine Le Monnier.
Il suo nome è inciso sull'Arco del Trionfo di Parigi.